# 한국어족
한국어족(영어: Koreanic languages) 또는 조선어족은 한국어와 그 인접 언어들을 포함하는 어족의 하나이다. 현대에는 한국어와 제주어를 포함하는 독립적 어족을 가리키는 한편, 역사적으로는 한반도와 주변 지역에서 사용되던 여러 언어들의 계통을 설명하기 위해 제안된 가설적(Hypothesis) 대어족이다. 이 경우 알타이어족 가설이나 고립어족 가설과는 상이한 개념이다. 한반도 및 주변 지역의 여러 고대 언어들은 고대 한국어의 일종이거나 연관된 언어들로, 보통 한국어의 직계 조상어인 신라어로 대표되는 한계 언어와 고구려어, 백제어를 포함하는 부여계 언어로 분류된다.

## 역사
고조선어, 예맥어, 부여어, 고구려어, 동예어, 옥저어, 백제어, 신라어, 가야어 등이 고대 한반도 지역에서 사용되던 언어이며, 이들 중 상당수는 한국어와 연관이 있는 한편 상당수는 사료의 부족으로 그 형태를 가늠하기 힘들어 여러 가설이 존재한다.
과거부터 구조와 음운의 유사성, 일부 어휘의 일치 등을 근거로 알타이 제어나 퉁구스어족와의 연관성이 제시되어 왔다. 마셜 엉거(Marshall Unger) 등의 저명 학자들은 일본어족 및 퉁구스어족과의 연관성을 추측하기도 하며, 마르티너 로베이츠 등 계속적으로 알타이어족 가설을 발전시키는 학자들도 여럿 존재한다.
크리스토퍼 벡위스(Christopher Beckwith) 등은 어휘나 고지명을 근거로 부여계 언어의 일본어족과의 연관성을 제시하며 현대 한국어족은 고구려어와는 연관없이 신라어에서 독자적으로 발전한 것이라고 주장하였다. 반면 보빈은 일본어족설의 주요 자료인 고지명에 대해서, 고대에 한반도 남부에 일본계 언어를 사용하는 집단이 분포해 있었던 근거로 논증하고 이를 반도 일본어(Peninsular Japonic)로 지칭하였다. 곧 한국어족 화자들이 만주 지역에서 한반도로 남하하면서 동화되어 사라져갔다는 것이다. 지명과 사료 등을 통해 뒷받침되고 있어 서구 학계에서는 유력한 학설로 떠오르고 있지만 논쟁도 있다.
알렉산더 보빈(Alexander Vovin)은 고구려어와 백제어의 어휘를 신라어 및 한국어와 비교분석하였고, 만주어 등 퉁구스어의 한국계 차용어를 근거로 일본계 언어가 한반도 북부 및 만주 지역에서 사용되었을 가능성에 의문을 제기하였다. 그는 일본어족과 부여어족 간의 공통점을 대부분 단순 차용으로 볼 수 있다고 주장하였고, 이러한 주장에 의하면 부여계 언어 역시 한국어족에 속한다.
한편 알타이 제어가 아시아 지역에 확산되기 이전에 이미 성립하여 있던 여러 언어, 즉 고시베리아제어의 일종이라는 주장도 존재한다. 김방한의 원시한반도어 가설에서는 한국어가 퉁구스어 등 알타이제어와 연관되어 있다고 가정하면서도 고대에 한반도에 비알타이적 기저 언어가 존재하여 이들 간의 혼용으로 고대 한국어가 성립되었다고 주장하였다. 김방한과 유하 얀후넨 등은 또한 니브흐어 등 다른 고립어와의 연관 가능성도 추측하였다.

## 하위계통
- 한국어족 (Koreanic languages)
  - 부여제어
  - 고구려어
  - 백제어
  - 신라어
    - 중세 한국어
      - 한국어
        - 중부 방언
        - 서북 방언
        - 서남 방언
        - 동남 방언
        - 동북 방언
          - 육진 방언
          - 고려말(간혹 별개의 방언 또는 언어로 취급됨)

      - 제주어 (간혹 방언의 일종으로 취급됨)

이외에 고조선어, 예맥어, 가야어·삼한어 등은 기록이 거의 없어 기원, 분류가 불명확하다.

## 한국어족
현대의 한국어족에 속하는 두 언어로 한국어와 제주어를 들 수 있다. 문화어 등 북한지역 방언들은 대한민국 표준어 외 남한지역 방언들과 상호 소통되므로 보통 단일의 언어로 보아진다. 한국어를 제주어와 다른 언어로 보면 이들은 한국어족을 구성하게 된다. 알렉산더 보빈 등 일부 학자는 육진 방언 역시 별개의 언어로 분류할 수 있다고 지적하고 있다.